# Uvalde County
Das Uvalde County ist ein County im Bundesstaat Texas der Vereinigten Staaten. Das U.S. Census Bureau hat bei der Volkszählung 2020 eine Einwohnerzahl von 24.564 ermittelt. Der Verwaltungssitz (County Seat) ist Uvalde.

## Geographie
Das County liegt etwa 90 km südlich des geographischen Zentrums von Texas und ist im Südwesten etwa 35 km von der Grenze zu Mexiko entfernt. Es hat eine Fläche von 4037 Quadratkilometern, wovon 5 Quadratkilometer Wasserfläche sind. Es grenzt im Uhrzeigersinn an folgende Countys: Real County, Bandera County, Medina County, Zavala County, Kinney County und Edwards County.

## Geschichte
Uvalde County wurde 1850 aus Teilen des Bexar County gebildet. Benannt wurde es nach Cañón de Ugalde oder nach Juan de Ugalde, dem spanischen Gouverneur von Coahuila (beide Angaben in der Literatur).

## Demografische Daten

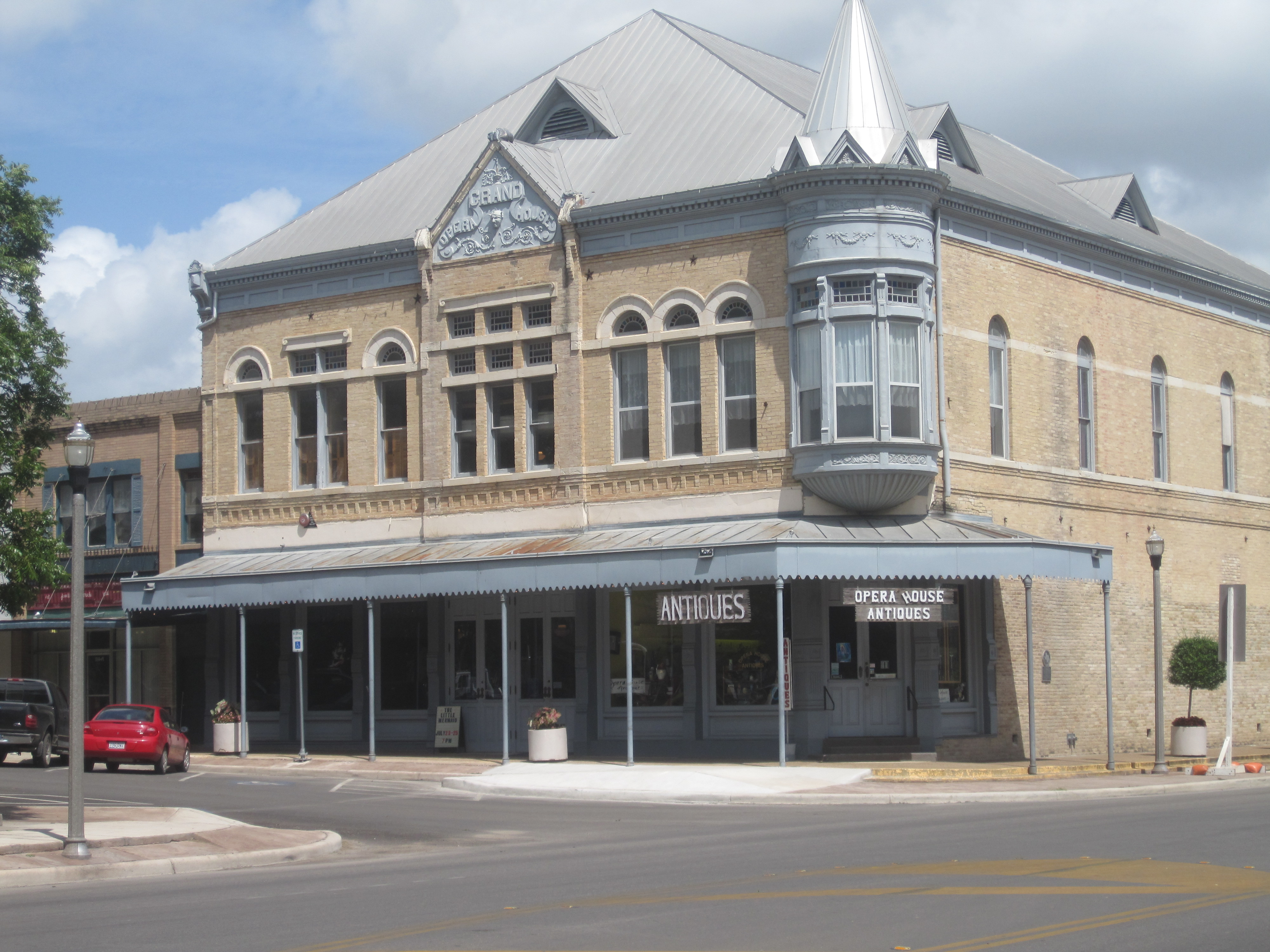
Das Grand Opera House, gelistet im NRHP mit der Nr. 78002996

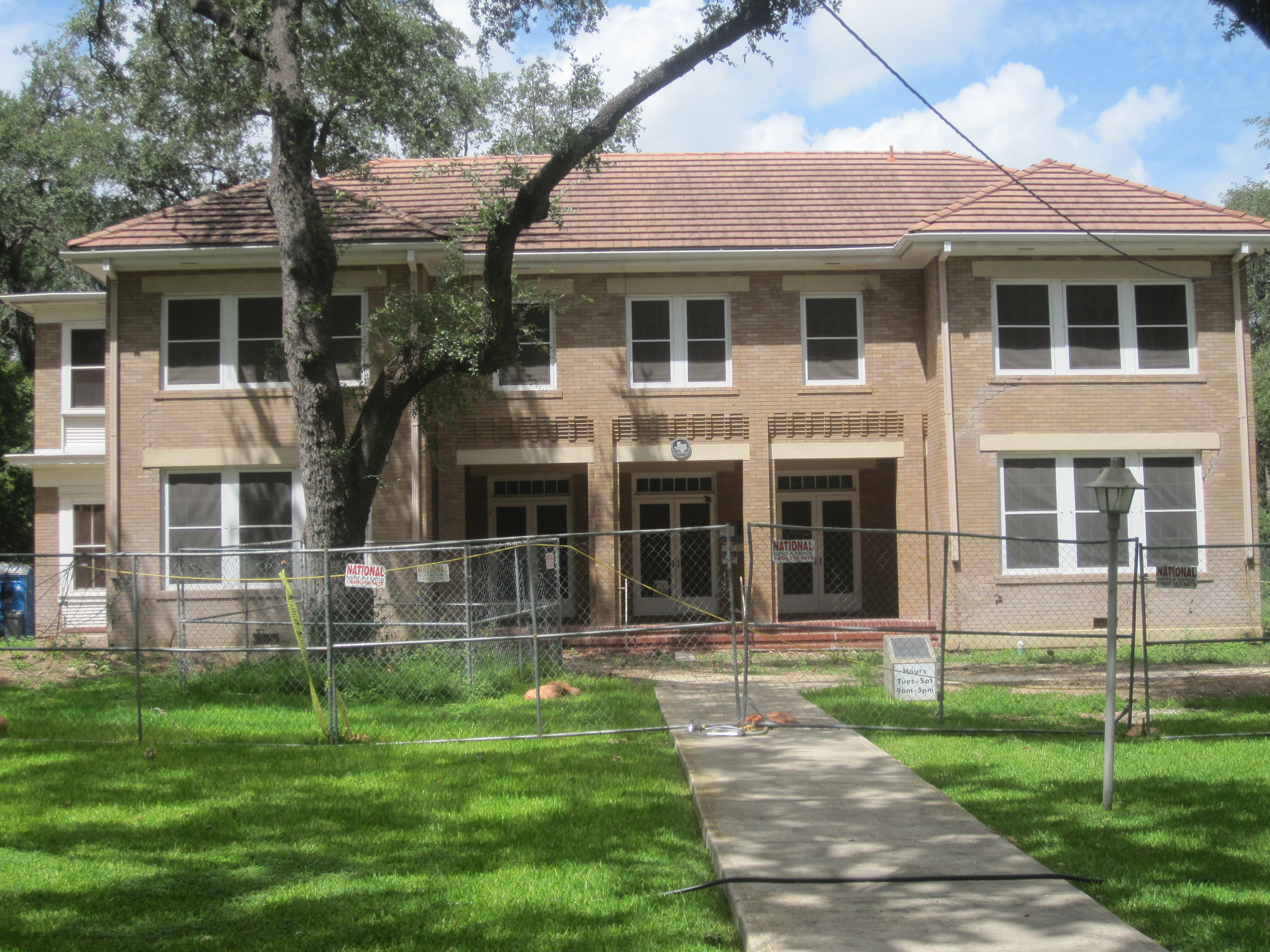
Das John Nance Garner House, gelistet im NRHP mit der Nr. 76002074

Nach der Volkszählung im Jahr 2000 lebten im Uvalde County 25.926 Menschen in 8.559 Haushalten und 6.641 Familien. Die Bevölkerungsdichte betrug 6 Einwohner pro Quadratkilometer. Ethnisch betrachtet setzte sich die Bevölkerung zusammen aus 75,68 Prozent Weißen, 0,36 Prozent Afroamerikanern, 0,68 Prozent amerikanischen Ureinwohnern, 0,39 Prozent Asiaten, 0,08 Prozent Bewohnern aus dem pazifischen Inselraum und 19,65 Prozent aus anderen ethnischen Gruppen; 3,16 Prozent stammten von zwei oder mehr Ethnien ab. 65,91 Prozent der Einwohner waren spanischer oder lateinamerikanischer Abstammung.
Von den 8.559 Haushalten hatten 40,2 Prozent Kinder oder Jugendliche, die mit ihnen zusammen lebten. 59,4 Prozent waren verheiratete, zusammenlebende Paare 13,7 Prozent waren allein erziehende Mütter und 22,4 Prozent waren keine Familien. 19,9 Prozent waren Singlehaushalte und in 9,8 Prozent lebten Menschen im Alter von 65 Jahren oder darüber. Die durchschnittliche Haushaltsgröße betrug 2,96 und die durchschnittliche Familiengröße betrug 3,42 Personen.
31,4 Prozent der Bevölkerung war unter 18 Jahre alt, 9,8 Prozent zwischen 18 und 24, 25,3 Prozent zwischen 25 und 44, 20 % zwischen 45 und 64 und 13,6 Prozent waren 65 Jahre alt oder älter. Das Durchschnittsalter betrug 32 Jahre. Auf 100 weibliche Personen kamen 95 männliche Personen und auf 100 Frauen im Alter von 18 Jahren oder darüber kamen 90,7 Männer.
Das jährliche Durchschnittseinkommen eines Haushalts betrug 27.164 USD, das Durchschnittseinkommen einer Familie betrug 30.671 USD. Männer hatten ein Durchschnittseinkommen von 25.135 USD, Frauen 16.486 USD. Das Prokopfeinkommen betrug 12.557 USD. 19,9 Prozent der Familien und 24,3 Prozent der Einwohner lebten unterhalb der Armutsgrenze.

## Orte
- Blewett
- Brice Lane Colonia
- Cline
- Concan
- Dabney
- Gonzales Colonia
- Knippa
- Montell
- North Uvalde Colonia
- Reagan Wells
- Sabinal
- Utopia
- Uvalde
- Uvalde Estates
- Uvalde Estates Colonia
- Vanham Addition Colonia